# Michael Halliday
Michael Alexander Krikwood Halliday (tudi M.A.K. Halliday), angleško-avstralski jezikoslovec, * 13. april 1925, Leeds, Yorkshire, Združeno kraljestvo, † 15. april 2018, Sydney, Avstralija.
Razvil je nov model za obravnavo jezika, in sicer sistemsko funkcionalno slovnico. Njegovo novo odkritje je imelo močen vpliv na takratno in današnje jezikoslovje. 

## Življenjepis
Rodil se je v Leedsu, Anglija, kjer je tudi odraščal. Ljubezen do jezika sta mu negovala starša in učiteljica angleščine. Študiral je kitajščino na Univerzi v Londonu in na Kitajskem. Doktorat s področja kitajskega jezikoslovja je pridobil na Univerzi v Cambridgeu. Halliday se je po 13. letih poučevanja kitajščine usmeril v novo področje jezikoslovja.
Leta 1961 je izdal teorijo o sistemsko funkcionalnem jezikoslovju in sistemsko funkcionalni slovnici. Pri projektu je sodeloval z angleškim profesorjem J.R. Firthom in skupino evropskih jezikoslovcev iz praške šole.
Poučeval je na številnih priznanih univerzah, kot so Univerza Indiane, Stanford, Univerza v Illinoisu, Univerza v Essexu in Univerza v Sydneyju. Upokojil se je leta 1987 in ostal v Avstraliji, kjer je živel z ženo Ruqaiya Hasan. 

## Funkcije jezika
Halliday je opredelil 7 funkcij jezika:
- Instrumentalna funkcija - uporaba jezika za zadovoljitev osebnih potreb
- Regulatorna funkcija - uporaba jezika za nadzor nad obnašanjem drugih
- Interaktivna funkcija - uporaba jezika za vzpostavitev in vzdrževanje interakcije
- Osebna funkcija - uporaba jezika kot pomoč pri izražanju samega sebe in osebnih občutkov
- Hevristična funkcija - uporaba jezika z namenom iskanja informacij, imen ipd.
- Domišljiska funckija - uporaba jezika za ustvarjanje novih svetov (v zgodbah)
- Informativna funkcija - uporaba jezika za sporočanje informacij in tvorbo predlogov